# R/2006 S 5
Anneau de Méthone
R/2006 S 5 est la désignation provisoire d’une région de l'anneau E de Saturne, aussi connue comme l’anneau de Méthone (en anglais : Methone ring) d’après Méthone, une des lunes de Saturne.

## Découverte
R/2006 S 5 a été détecté, pour la première fois, le 9 septembre 2006, par le capteur de faible énergie (LEMMS) de l’instrument d'imagerie de la magnétosphère (MIMI) de la sonde spatiale Cassini. Sa découverte, communiquée à l'Union astronomique internationale, a été annoncée par celle-ci le 14 novembre 2006.